# Владимир Харконен
Барон Владимир Харконен је лик из серије књига о пустињској планети Дини аутора Френка Херберта. Најстарији је живи члан Куће Харконена. Одлика већине Харконена, па и самог Барона, јесте боја косе - бакарноцрвена. Ипак, оно што се прво примети на Барону јесте његова дебљина. Са преко три стотине килограма, Владимир Харконен је један од најдебљих људи у Галаксији. Будући да му тело није било у стању да подржи толику тежину, у Баронове одоре су уграђени мали апарати, такозвани суспензори, који му омогућавају да лебди изнад површине земље и да сам, на притисак дугмета, повећава висину на којој ће лебдети. Цела замисао са суспензорима је довела до тога да су мишићи доњих екстремитета у потпуности атрофирали од неупотребе.
Владимир Харконен је, као и многи његови преци Харконени, подао, прорачунат, осветољубив и надасве веома интелигентан. У сплетки коју војводи Лету Првом припрема заједно са Царем падишахом, Барон води рачуна и о најмањој појединости, због чега његов план успева готово у потпуности - једино што га спречава да тај план крунише победом је срећна околност која оставља у животу Пола Атреида и његову мајку, Џесику. Планови у плановима, једна је од најважнијих пословица „Дине“. Барон разрађује све детаље око његовог наслеђивања, у којима чак жртвује једног од његових сестрића, само зарад власти и моћи. 
Свако деловање Владимира Харконена на крају овенча немилосрдност и окрутност, или пак перверзија. На Бароновом матичном свету, Гиди Прајм, и даље се одржавају гладијаторске игре за његово задовољство. Ова традиција је код Харконена стара генерацијама, и са несмањеним ентузијазмом се наставља и за владавине Владимира. Својим поданицима, које како психички, тако и физички малтретира без обзира на пол, Барон уграђује посебне апарате - срчане чепове. То су кратке цеви које спајају миокард са површином тела, и на себи имају затварач. Уколико се Барон одлучи да му је неки поданик досадио, извлачење срчаног чепа ради свој посао. Несрећна жртва има непун минут живота.